# Grand Théâtre de Łódź

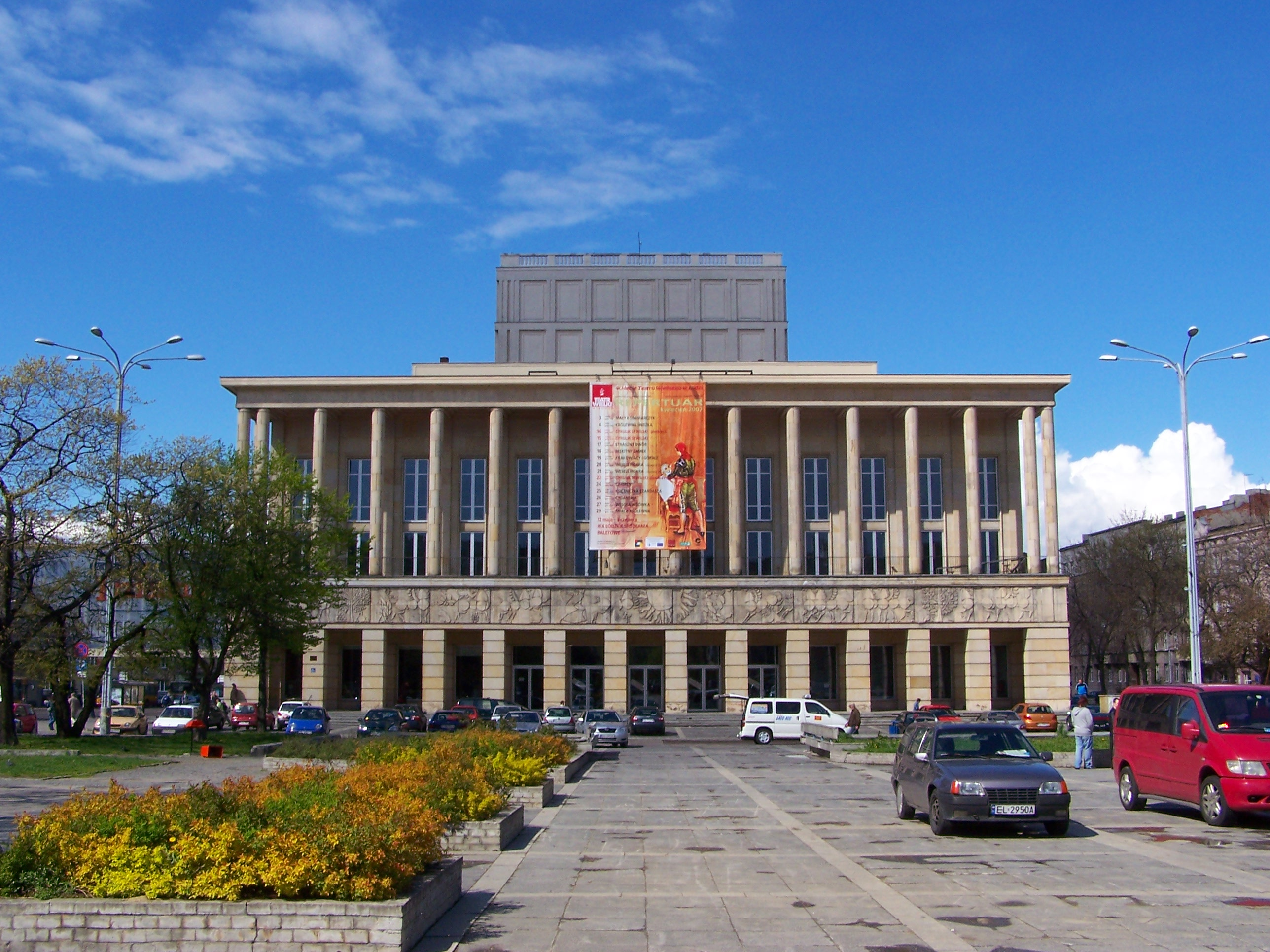
Le Grand Théâtre-Opéra-de Łódź.

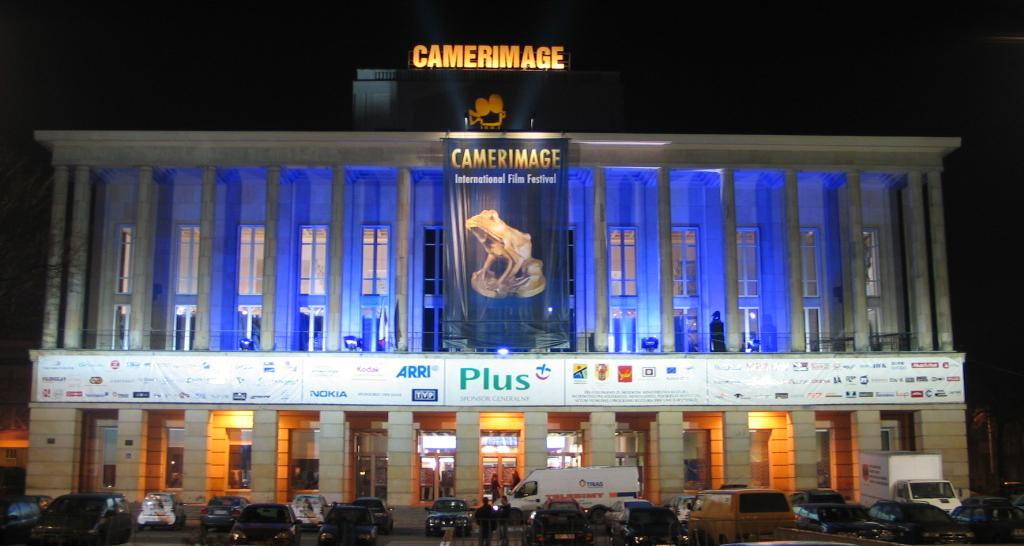
Le Festival Camerimage (en 2006).

Le Grand Théâtre de Łódź est la plus grande salle de théâtre de Łódź offrant des spectacles d'opéras, d'opérettes et de ballets. Il est un des plus grands opéras de Pologne.
Le Grand Théâtre a été inauguré le 19 janvier 1967. 

## Bâtiment
Le volume du bâtiment principal est d'un total de 195 000 m3. Les dimensions de l'auditorium principal sont de 26 mètres de large et 39,5 mètres de profondeur. Avant la rénovation de 2003, 1 070 personnes pouvaient s'asseoir.  
L'auditorium du Grand théâtre avait initialement 1 270 places, mais après la rénovation de 2003, le nombre de places fut limité à 1 070 en raison des nouveaux espaces techniques.

## Programmation
Depuis son ouverture, plus de 250 créations furent réalisées dans cet opéra.
Les œuvres les plus célèbres de Mozart, Tchaïkovsky, Verdi et Wagner furent interprétées à l'Opéra de Łódź.
Les chanteurs d'opéra tels que Placido Domingo et Andrea Bocelli chantèrent au Grand Théâtre de Łódź.
De 1999 à 2009, le Festival international du film consacré à l'art de la photographie Camerimage, se déroulait chaque année dans le Grand Théâtre de la ville de Łódź.